# Boshnak
Boshnak (Arabisch: بشناق, dat betekent "Bosnisch", getranslitereerd als Bushnaq, Bushnak en Boshnak) is een familienaam onder een kleine groep Palestijnen van Bosnische afkomst. 

## Geschiedenis
Tot 1878 behoorde Bosnië en Herzegovina, samen met veel andere gebieden op de Balkan, tot het Ottomaanse Rijk. De Slavische bevolking van Bosnië en Herzegovina is grotendeels vrijwillig bekeerd tot de islam onder het Turkse bewind. Toen Oostenrijk-Hongarije in 1878 Bosnië en Herzegovina bezette, vertrokken groepen Bosnische moslims naar overige Ottomaanse provincies. De meesten kwamen terecht in het huidige Turkije, waar aanzienlijke aantallen inwoners Bosnisch bloed hebben.
In mindere mate kwamen ze ook in huidig Syrië, Libanon en Jordanië terecht. Een klein groepje vestigde zich ook in het Heilige Land, met name in de plaats Caesarea, waar ze twee moskeeën stichtten. Dit samen met andere immigranten vanuit Marokko, Algerije, de Krim, Turkestan en uit de Kaukasus. Uiteindelijk assimileerden de Bosniërs in de Arabische bevolking. Een deel van de Bosnische Palestijnen vertrokken uit Palestina tijdens de uittocht van 1948. Hun nazaten wonen thans in het noorden van Israël.